# Scopula albida
Scopula albida är en fjärilsart som beskrevs av W. Warren 1899. Scopula albida ingår i släktet Scopula och familjen mätare. Inga underarter finns listade.